# Lista över fornlämningar i Varbergs kommun
Lista över fornlämningar i Varbergs kommun är en förteckning av ett urval av de fornlämningar som finns i Varbergs kommun.

## Dagsås
| Namn                      | Lämningstyp                 | Tillkomsttid | Historisk indelning | Plats | Läge                 | ID-nr          | Bild                                 |
| ------------------------- | --------------------------- | ------------ | ------------------- | ----- | -------------------- | -------------- | ------------------------------------ |
| Pojkastenen (Dagsås 1:1)  | Hällristning                |              | Dagsås, Halland     |       | 57.062875, 12.482970 | 10143600010001 | Ladda upp en bild av detta fornminne |
| Dagsås 2:1                | Stensättning                |              | Dagsås, Halland     |       | 57.072401, 12.472619 | 10143600020001 | Ladda upp en bild av detta fornminne |
| Dagsås 3:1                | Hällristning                |              | Dagsås, Halland     |       | 57.073665, 12.474813 | 10143600030001 | Ladda upp en bild av detta fornminne |
| Skottestenen (Dagsås 4:1) | Grav markerad av sten/block |              | Dagsås, Halland     |       | 57.066059, 12.522378 | 10143600040001 | Ladda upp en bild av detta fornminne |
| Dagsås 8:1                | Stensättning                |              | Dagsås, Halland     |       | 57.071598, 12.474811 | 10143600080001 | Ladda upp en bild av detta fornminne |
| Dagsås 8:2                | Stensättning                |              | Dagsås, Halland     |       | 57.071800, 12.474613 | 10143600080002 | Ladda upp en bild av detta fornminne |

## Grimeton
Se Lista över fornlämningar i Varbergs kommun (Grimeton)

## Grimmared
Se Lista över fornlämningar i Varbergs kommun (Grimmared)

## Gunnarsjö
| Namn          | Lämningstyp      | Tillkomsttid | Historisk indelning      | Plats | Läge                 | ID-nr          | Bild                                 |
| ------------- | ---------------- | ------------ | ------------------------ | ----- | -------------------- | -------------- | ------------------------------------ |
| Gunnarsjö 2:1 | Begravningsplats |              | Gunnarsjö, Västergötland |       | 57.313366, 12.648256 | 10145200020001 | Ladda upp en bild av detta fornminne |

## Gödestad
Se Lista över fornlämningar i Varbergs kommun (Gödestad)

## Hunnestad
Se Lista över fornlämningar i Varbergs kommun (Hunnestad)

## Karl Gustav
Se Lista över fornlämningar i Varbergs kommun (Karl Gustav)

## Kungsäter
Se Lista över fornlämningar i Varbergs kommun (Kungsäter)

## Lindberg
Se Lista över fornlämningar i Varbergs kommun (Lindberg)

## Nösslinge
| Namn                     | Lämningstyp    | Tillkomsttid | Historisk indelning | Plats | Läge                 | ID-nr          | Bild                                 |
| ------------------------ | -------------- | ------------ | ------------------- | ----- | -------------------- | -------------- | ------------------------------------ |
| Tingsten (Nösslinge 3:1) | Stenkammargrav |              | Nösslinge, Halland  |       | 57.202652, 12.618725 | 10148000030001 | Ladda upp en bild av detta fornminne |

## Rolfstorp
Se Lista över fornlämningar i Varbergs kommun (Rolfstorp)

## Sibbarp
Se Lista över fornlämningar i Varbergs kommun (Sibbarp)

## Skällinge
Se Lista över fornlämningar i Varbergs kommun (Skällinge)

## Spannarp
Se Lista över fornlämningar i Varbergs kommun (Spannarp)

## Stamnared
| Namn                        | Lämningstyp    | Tillkomsttid | Historisk indelning | Plats | Läge                 | ID-nr          | Bild                                 |
| --------------------------- | -------------- | ------------ | ------------------- | ----- | -------------------- | -------------- | ------------------------------------ |
| Björsrös (Stamnared 1:1)    | Röse           |              | Stamnared, Halland  |       | 57.214479, 12.407941 | 10149700010001 | Ladda upp en bild av detta fornminne |
| Stamnared 2:1               | Stensättning   |              | Stamnared, Halland  |       | 57.204661, 12.401836 | 10149700020001 | Ladda upp en bild av detta fornminne |
| Stora Rös (Stamnared 3:1)   | Röse           |              | Stamnared, Halland  |       | 57.202052, 12.388654 | 10149700030001 | Ladda upp en bild av detta fornminne |
| Jättegraven (Stamnared 7:1) | Stenkammargrav |              | Stamnared, Halland  |       | 57.217543, 12.416453 | 10149700070001 | Ladda upp en bild av detta fornminne |
| Stamnared 24:1              | Stensättning   |              | Stamnared, Halland  |       | 57.204886, 12.403971 | 10149700240001 | Ladda upp en bild av detta fornminne |

## Stråvalla
Se Lista över fornlämningar i Varbergs kommun (Stråvalla)

## Sällstorp
| Namn                              | Lämningstyp    | Tillkomsttid | Historisk indelning | Plats | Läge                 | ID-nr          | Bild                                 |
| --------------------------------- | -------------- | ------------ | ------------------- | ----- | -------------------- | -------------- | ------------------------------------ |
| Sällstorp 1:1                     | Stensättning   |              | Sällstorp, Halland  |       | 57.246853, 12.390068 | 10150100010001 | Ladda upp en bild av detta fornminne |
| Sällstorp 2:1                     | Stenkammargrav |              | Sällstorp, Halland  |       | 57.246312, 12.387719 | 10150100020001 | Ladda upp en bild av detta fornminne |
| Körkebjaers klant (Sällstorp 3:1) | Stensättning   |              | Sällstorp, Halland  |       | 57.245728, 12.376328 | 10150100030001 | Ladda upp en bild av detta fornminne |
| Kyrkoröset (Sällstorp 5:1)        | Röse           |              | Sällstorp, Halland  |       | 57.243286, 12.378923 | 10150100050001 | Ladda upp en bild av detta fornminne |
| Sällstorp 8:1                     | Röse           |              | Sällstorp, Halland  |       | 57.234324, 12.350430 | 10150100080001 | Ladda upp en bild av detta fornminne |
| Sällstorp 9:1                     | Röse           |              | Sällstorp, Halland  |       | 57.245741, 12.370209 | 10150100090001 | Ladda upp en bild av detta fornminne |
| Sällstorp 9:2                     | Stensättning   |              | Sällstorp, Halland  |       | 57.245862, 12.370098 | 10150100090002 | Ladda upp en bild av detta fornminne |
| Sällstorp 9:3                     | Stensättning   |              | Sällstorp, Halland  |       | 57.245631, 12.369885 | 10150100090003 | Ladda upp en bild av detta fornminne |
| Sällstorp 14:1                    | Stensättning   |              | Sällstorp, Halland  |       | 57.234034, 12.355312 | 10150100140001 | Ladda upp en bild av detta fornminne |
| Sällstorp 27:1                    | Stensättning   |              | Sällstorp, Halland  |       | 57.249694, 12.376882 | 10150100270001 | Ladda upp en bild av detta fornminne |

## Torpa
Se Lista över fornlämningar i Varbergs kommun (Torpa)

## Träslöv
Se Lista över fornlämningar i Varbergs kommun (Träslöv)

## Tvååker
Se Lista över fornlämningar i Varbergs kommun (Tvååker)

## Valinge
Se Lista över fornlämningar i Varbergs kommun (Valinge)

## Varberg
Se Lista över fornlämningar i Varbergs kommun (Varberg)

## Veddige
Se Lista över fornlämningar i Varbergs kommun (Veddige)

## Värö
Se Lista över fornlämningar i Varbergs kommun (Värö)

## Ås
Se Lista över fornlämningar i Varbergs kommun (Ås)